# Karin Bencze

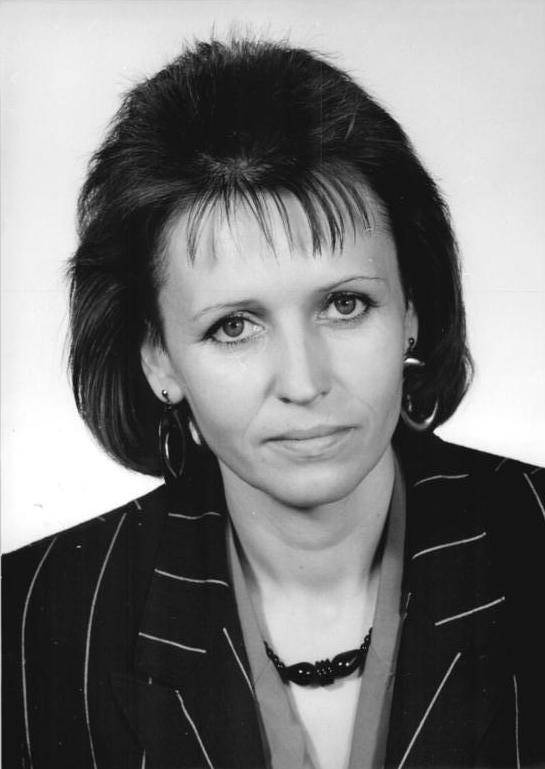
Karin Bencze 1990

Karin Bencze, geborene Kappach, (* 18. Mai 1952 in Bad Lauchstädt) ist eine ehemalige deutsche Politikerin und Geschäftsführerin der Notarkammer Brandenburg. 1990 vertrat sie den DFD als einzige Abgeordnete in der Volkskammer. Von Ende August bis zur Auflösung der Volkskammer war sie Mitglied in der FDP-Fraktion.

## Leben
Karin Bencze besuchte zunächst eine POS und die EOS in Merseburg. Allerdings machte sie ihr Abitur mit Berufsausbildung zur Maurerin. Anschließend bekam sie 1970 einen Studienplatz an der Martin-Luther-Universität Halle-Wittenberg in Halle (Saale), an der sie ein Jurastudium aufnahm. Dieses beendete Bencze 1974 als Diplom-Juristin.
Anschließend nahm sie eine Tätigkeit beim VEB Straßen-, Brücken- und Tiefbaukombinat Halle, danach beim VEB Kreisbaubetrieb Merseburg, später beim VEB Technische Gebäudeinstallation Halle und zuletzt beim VEB Gebäudewirtschaft Merseburg als Justitiarin auf, in der sie bis 1990 verblieb. 1990 wurde sie als Rechtsanwältin und Notarin in Berlin tätig. 
Von 1991 bis 2018 war sie Geschäftsführerin der Notarkammer Brandenburg.
Karin Bencze ist verheiratet und Mutter dreier Kinder.

## Politik

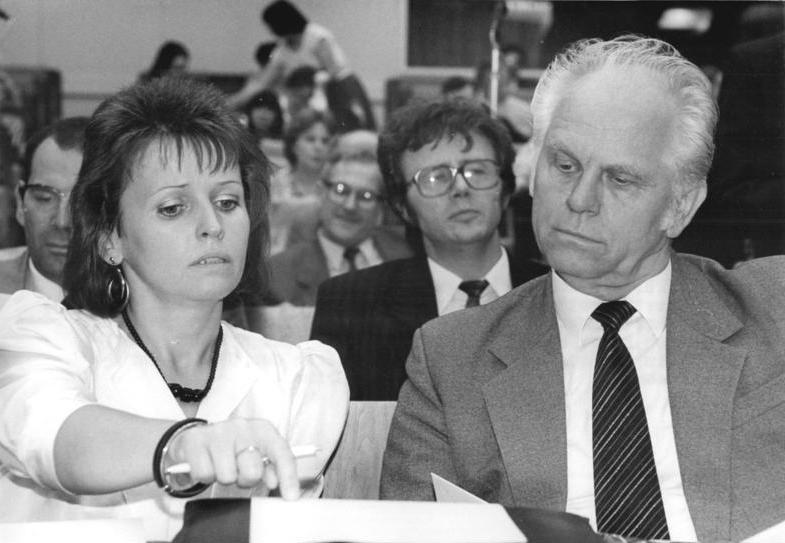
Karin Bencze mit Günther Maleuda 1990

1971 trat Karin Bencze dem DFD bei. Zu den Volkskammerwahlen vom 18. März 1990 ließ sie sich für den DFD im Wahlkreis 07 (Halle) aufstellen. Der DFD, nur in 11 von 15 Wahlkreisen angetreten, erhielt 0,3 % der Wählerstimmen. Allerdings reichte bereits dieses Ergebnis für ein Abgeordnetenmandat. Mit 5295 Stimmen (0,4 %) erzielte Karin Bencze genau 28 Stimmen mehr als die Kandidatin im Wahlkreis 03 (Dresden). Sie zog damit in die Volkskammer ein. Dort bildete der DFD zusammen mit der DBD eine Fraktion, Karin Bencze wurde deren stellvertretende Fraktionsvorsitzende. Außerdem wurde sie zur stellvertretenden Vorsitzenden des Ausschusses für Familie und Frauen gewählt. Im Zuge der Auflösung der DBD Ende August 1990 zerfiel die DBD/DFD-Fraktion ebenso. Bencze ging daraufhin als Gast zur FDP-Fraktion.